# Nogaredo
Nogaredo és un municipi italià dins de la província de Trento. L'any 2010 tenia 1.959 habitants. Limita amb els municipis d'Isera, Rovereto i Villa Lagarina.

## Administració
| Període | Identitat             | Partit        |
| ------- | --------------------- | ------------- |
| 2010-   | Maria Romana Marzadro | Llista cívica |